# 松熊信義
松熊 信義（まつくま のぶよし、1939年2月10日 - ）は日本の俳優。福岡県出身。現代制作舎所属。劇団新人会出身。
日本大学芸術学部演劇科卒業。1962年4月、文化座に入団。『炎の人』の中年紳士役が初舞台。
特技は殺陣。舞台を中心に活動しており、演出も手掛ける。

## 出演

### テレビドラマ
NHK
- 大河ドラマ
  - 竜馬がゆく 第4話 - 第5話（1968年）
  - 翔ぶが如く 第27話（1990年）
  - 花の乱 1-2,30話（1994年） - 武三
- 続・続 事件 月の景色 第1話（1980年）
- 國語元年（1985年） - 江本大吉
- 連続テレビ小説 / はね駒 第115話 - 第119話（1986年）
- 実験刑事トトリ 第5話（2012年）
- 小暮写眞館 第3話 - 第4話（2013年） - 花菱正秀
- 破裂 第2話（2015年）

日本テレビ系
- 太陽にほえろ! 第198話（1976年）
- 伝七捕物帳 第101話「女ごころいたずら覚書」（1976年）
- 火曜サスペンス劇場
  - 危険な情熱（1984年）
  - 長く暑い夏の一日（1988年）
  - 六月の花嫁シリーズ 造花（1994年）
  - 歪んだ鏡（1995年）
  - 六月の花嫁シリーズ 仮想結婚（1995年）
- 長七郎江戸日記 第113話（1986年）
- 銭形平次 第24話（1987年）
- 水曜グランドロマン
  - 弟よ!（1990年）
- 八百八町夢日記第2シリーズ 第13話（1992年） - 大野屋惣兵衛
- ウルトラセブン 太陽エネルギー作戦（1994年） - サガミ副長官
- さむらい探偵事件簿 第6話（1996年）

TBS系
- おんなの家 その10（1980年）
- 月曜ドラマスペシャル
  - 脱獄山脈（1990年）
- 憎しみに微笑んで 第5話（1993年）
- 39歳の秋（1998年）
- 大江戸を駆ける! 第14話（2001年）
- 水戸黄門 第6話（2005年） - 九兵衛

フジテレビ系
- 同心暁蘭之介 第14話（1982年）
- 木曜ドラマストリート
  - 「一日だけの殺し屋」（1986年）
- 世にも奇妙な物語
  - 1991年冬の特別編「王将」（1991年）
- 大人は判ってくれない 第9話（1992年）
- 金曜ドラマシアター
  - 「実録犯罪史シリーズ 弘前大学教授夫人殺し-名乗り出た真犯人-」（1992年）
  - 「松本清張スペシャル Dの複合」（1993年）
  - 「課長 島耕作1」
- じゃじゃ馬ならし 第13話（1993年）
- お金がない! 第9話（1994年）
- 金曜エンタテインメント
  - ざけんなヨ!!7（1994年）
  - 浅見光彦シリーズ
    - 「伊香保温泉殺人事件」（1995年） - 沢村
    - 「化生の海－北前船殺人事件－」（2005年） - 宇戸武三

  - 津軽海峡ミステリー航路2（2003年） - 岸和田泰三
- 走れ公務員! 8話（1998年）
- 金曜プレステージ
  - 浅見光彦シリーズ「喪われた道」（2008年） - 松本清達
  - 　内田康夫ミステリー「湯布院殺人事件」（2010年）

テレビ朝日
- 特別機動捜査隊 405話（1969年）
- 特捜最前線 452話（1986年）
- 火曜スーパーワイド
  - 花ふぶき女スリ三姉妹（1988年）
- 土曜ワイド劇場
  - 美人秘書殺し（1990年）
  - 美人真珠王殺し（1993年）
  - 札幌時計台殺人事件（1993年）
  - 西村京太郎トラベルミステリー「スーパービュー踊り子号殺意の旅」（1995年）
- さすらい刑事旅情編シリーズ
  - さすらい刑事旅情編III 第21話（1990年）
  - さすらい刑事旅情編IV 最終話（1992年）
  - さすらい刑事旅情編V 第6話（1993年）
- 相棒 Season10 11話（2012年） - 福栄義英

テレビ東京
- 女殺し屋 花笠お竜 第8話（1969年）
- 積木くずし崩壊、そして…（1994年）
- 天保義民伝・土に生きる（1999年）
- 水曜ミステリー9
  - 不倫調査員・片山由美「京都伏見・月下美人殺人事件」（2011年）

### 映画
- 蒼い日々（1975年） - ミンドロ 役
- チ・ン・ピ・ラ（1984年） - 刑事A 役

### 吹き替え
- キング・コング

### 舞台
- 天保十二年のシェイクスピア（1974年）
- 教員室（1985年） - 岩島義之 役
- イーハトーボの劇列車（1986年）
- うしろ姿のしぐれてゆくか（2009年）主演・演出